# 霍扬
霍扬，字荣祖，北魏河东猗氏人。
碑文称霍扬是西汉大司马、大将军霍光之后，少时友爱兄弟，好学通经，被南朝刘宋授为龙骧将军。之后归顺北魏，被北魏任命为振威将军，密云郡太守，封爵昌国子，终年五十五岁。景明五年（504年）正月廿六日，临汾人裴保兴、梁祖修等为他刊石铭碑。

## 家族
- 曾祖：霍猛，前秦渭渊侯
  - 祖父：霍树
    - 父亲：霍明，后秦咨议参军
      - 霍扬
        - 子：霍珍，乞从仆射、临汾令，昌国子